# Народная партия Эстонии
Народная партия Эстонии (эст. Eesti Rahvaerakond) — политическая правоцентристская партия Эстонии, созданная в 1919 году.

## История
Партия была создана 1 марта 1919 года в результате объединения Эстонской демократической партии и Эстонской радикальной демократической партии. Некоторые члены демократической партии были против слияния и основали свою собственную Христианскую Демократическую партию. В апреле 1919 года партия под руководством Яана Тыниссона участвовала в выборах Эстонского Учредительного собрания и получила 25 мест из 120, став третьей по размеру партией в собрании.
На выборах 1920 года в Рийгикогу, партия получила 10 мест из 100. На выборах 1923 и 1926 годов — 8 мест. В 1929 — 9 мест.
В октябре 1931 года партия объединилась с Христианской народной партией для создания Объединённой националистической партии Эстонии, которая в 1932 году, в свою очередь, объединилась с Эстонской трудовой партией, создав Национальную Центристскую партию Эстонии.